# 塞勒姆 (內布拉斯加州)
塞勒姆（英語：Salem）是位於美國內布拉斯加州理查森縣的村。

## 人口
根據2020年美國人口普查的數據，塞勒姆的面積為1.61平方千米，皆為陸地。當地共有人口83人，而人口密度為每平方千米52人。